# متحف تريساكتي

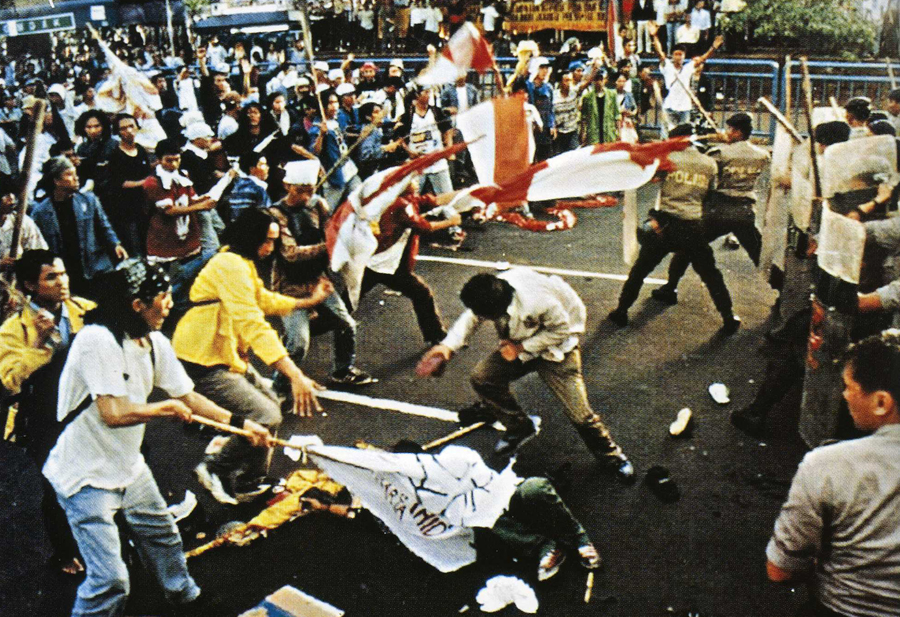
اشتباك طلاب جامعة تريساكتي مع قوات الشرطة خلال أعمال الشغب الإندونيسية في مايو 1998.

متحف تريساكتي أو متحف مأساة 12 مايو هو متحف لحقوق الإنسان يقع في جاكرتا عاصمة إندونيسيا. يوثق المتحف الدور النشط للطلاب الاندونيسيين في جامعة تريساكتي في الكفاح من أجل الديمقراطية وحقوق الإنسان.
يخبر المتحف بإيجاز عن أربعة طلاب تم إطلاق النار عليهم في 12 مايو 1998. يوجد في المتحف مقالات قصيرة، ومجموعة من الأخبار من الصحف، وصور توضيحية، وصور للمتوفين وآثارها.

## التاريخ
تم إنشاء متحف تريساكتي على خلفية الحركة الطلابية الجامعية الإندونيسية في عام 1998، عندما احتشد الطلاب في جميع أنحاء إندونيسيا للمطالبة بالإصلاح.
شارك الطلاب في جامعة تريساكتي كجزء من الطلاب في إندونيسيا ككل، في حركة احتجاج سلمية. وصلت الحركة إلى ذروتها عندما قتل أربعة طلاب في جامعة تريساكتي في 12 مايو 1998. أثار هذا الحادث سقوط النظام الجديد.
لإحياء ذكرى المأساة تم وضع المتحف في بهو مبنى الدكتور سياريف ثاجب في حرم جامعة تريساكتي في غروغول غرب جاكرتا.